# وليام جريسوولد
وليام جريسوولد أو ويليام غريسوولد (بالإنجليزية: William Griswold)‏ - (مواليد 1960) هو مدير متحف أمريكي وأمين متحف ومدير متحف كليفلاند للفنون.
بعد حصوله على درجة الدكتوراة في رسومات بييرو دي كوزيمو في عام 1988، شغل جريسوولد مناصبين كأمين رسومات في متحف متروبوليتان للفنون وفي مكتبة ومتحف مورغان. انتقل إلى إدارة المتحف، وأصبح المدير المساعد لمتحف جيه بول جيتي في عام 2001 وشغل منصب المدير المؤقت له من عام 2004 إلى عام 2005. ثم شغل منصب مدير معهد مينيابوليس للفنون من عام 2005 إلى عام 2007 ومدير مورغان من عام 2007 إلى عام 2014.
تولى جريسوولد منصبه في متحف كليفلاند للفنون في عام 2014، خلفا لديفيد فرانكلين كمدير تاسع للمتحف. وخلال فترة ولايته، أشرف على مبادرات لتنمية وتنويع جمهور المتحف ومعالجة الحواجز القائمة أمام أعضاء المجموعات الممثلة تمثيلا ناقصا في عملياته. وفي الحالتين اللتين اكتشف فيهما موظفو المتحف المصدر المشكوك فيه لأحد مقتنياته، قاد شخصيا مفاوضات أسفرت عن عودتهم إلى بلدانهم الأصلية.

## النشأة والتعليم
ولد وليام جريسوولد في هاريسبورغ في ولاية بنسلفانيا في عام 1960. عمل والده، روبرت إدوارد جريسوولد، ككيميائي سريري، بينما كانت والدته ربة منزل. نشأت عائلة جريسوولد في كامب هيل بولاية بنسلفانيا، وكانت تذهب بانتظام في رحلات برية إلى المدن لزيارة المتاحف.
حصل جريسوولد على درجة البكالوريوس في تاريخ الفن من كلية ترينيتي في كونيتيكت، حيث تلقى أيضًا دروسًا في الأدب الفرنسي والإنجليزي. بعد ذلك ذهب إلى معهد كورتولد للفنون في لندن، حيث درس الرسومات الفلورنسية في أوائل عصر النهضة. في عام 1988، أكمل أطروحته حول الرسومات التي تم جمعها من مجموعة الرسام الإيطالي بييرو دي كوزيمو، حيث انجذب إلى «الأصالة والغرابة» في أعماله. زار لأول مرة متحف كليفلاند للفنون في عام 1980، حيث عمل لاحقا كمدير فيه. وكان معجبا بمقتنياته من الفن الآسيوي ولوحة صلب القديس أندرو.

## العمل التنظيمي

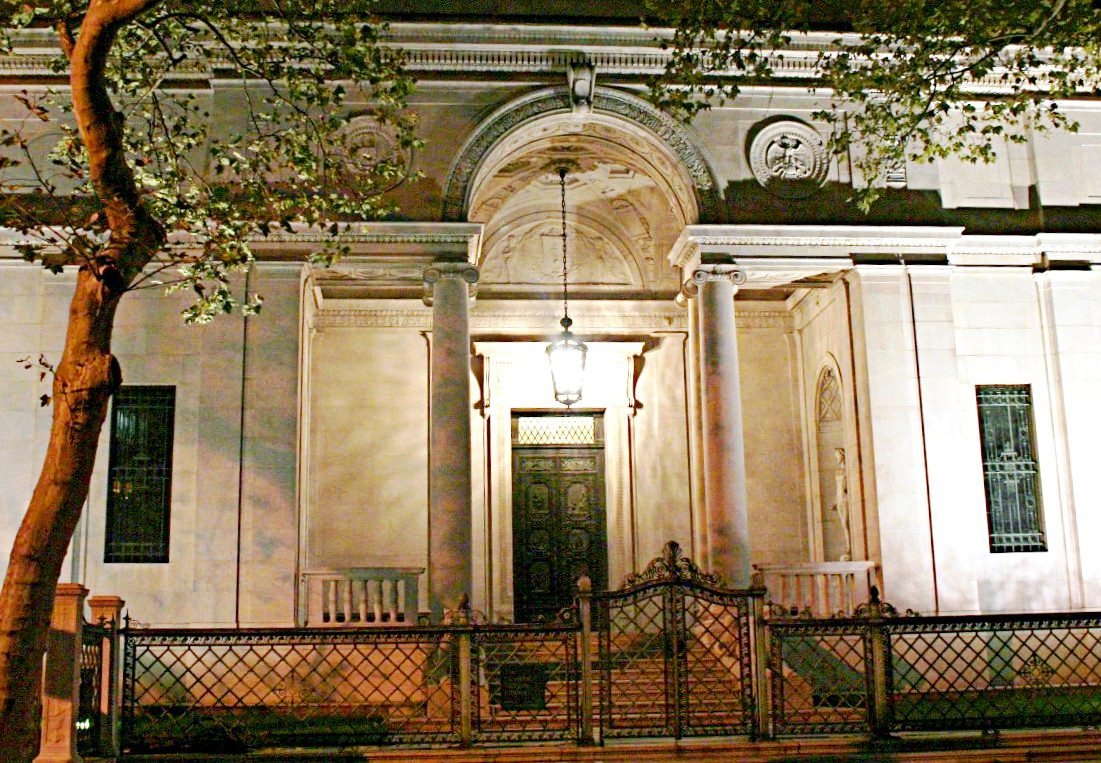
مكتبة ومتحف مورغان، حيث كان جريسوولد أمينا ومديرا.

عمل جريسوولد لأول مرة في متحف متروبوليتان للفنون في مدينة نيويورك من عام 1988 إلى عام 1995، حيث قام بفهرسة الرسومات الإيطالية كأمين للرسومات والمطبوعات. من عام 1995 إلى عام 2001، كان أمين متحف تشارلز دبليو إنجلهارد في مكتبة بيربونت مورغان وأدار قسم الرسومات والمطبوعات فيها. أشرف على إنشاء مركز دراسات الرسم في المتحف ونظم أول معرض رئيسي لفن القرن العشرين والمعارض المشهود لها لمجموعات بيير ماتيس ومتحفي الهيرميتاج وبوشكين. من عام 1996 إلى عام 2001 كان جريسوولد محررا مشاركا في الرسومات الرئيسية، وهي دورية تغطي في المقام الأول الرسومات في أمريكا وأوروبا من القرن الرابع عشر فصاعدا.
في عام 2001، انضم جريسوولد إلى متحف جيه بول جيتي في لوس أنجلوس، كاليفورنيا. وبصفته مديرا مساعدا للمتحف، عمل مع الإدارات التنظيمية الستة في المتحف. بالتعاون مع بيغي فوغلمان، مساعد مدير المتحف للتعليم والتفسير، عمل على مشاريع مثل المساحة العائلية وتوسيع البرامج التعليمية للمتحف. بعد الاستقالة المفاجئة للمديرة ديبورا غريبون، أصبح جريسوولد مديرا مؤقتا لمتحف جيتي في عام 2004. في عام 2005، تم أُختير مديرا لمعهد مينيابوليس للفنون (ميا)، خلفا لإيفان ماور.

## المناصب الإدارية

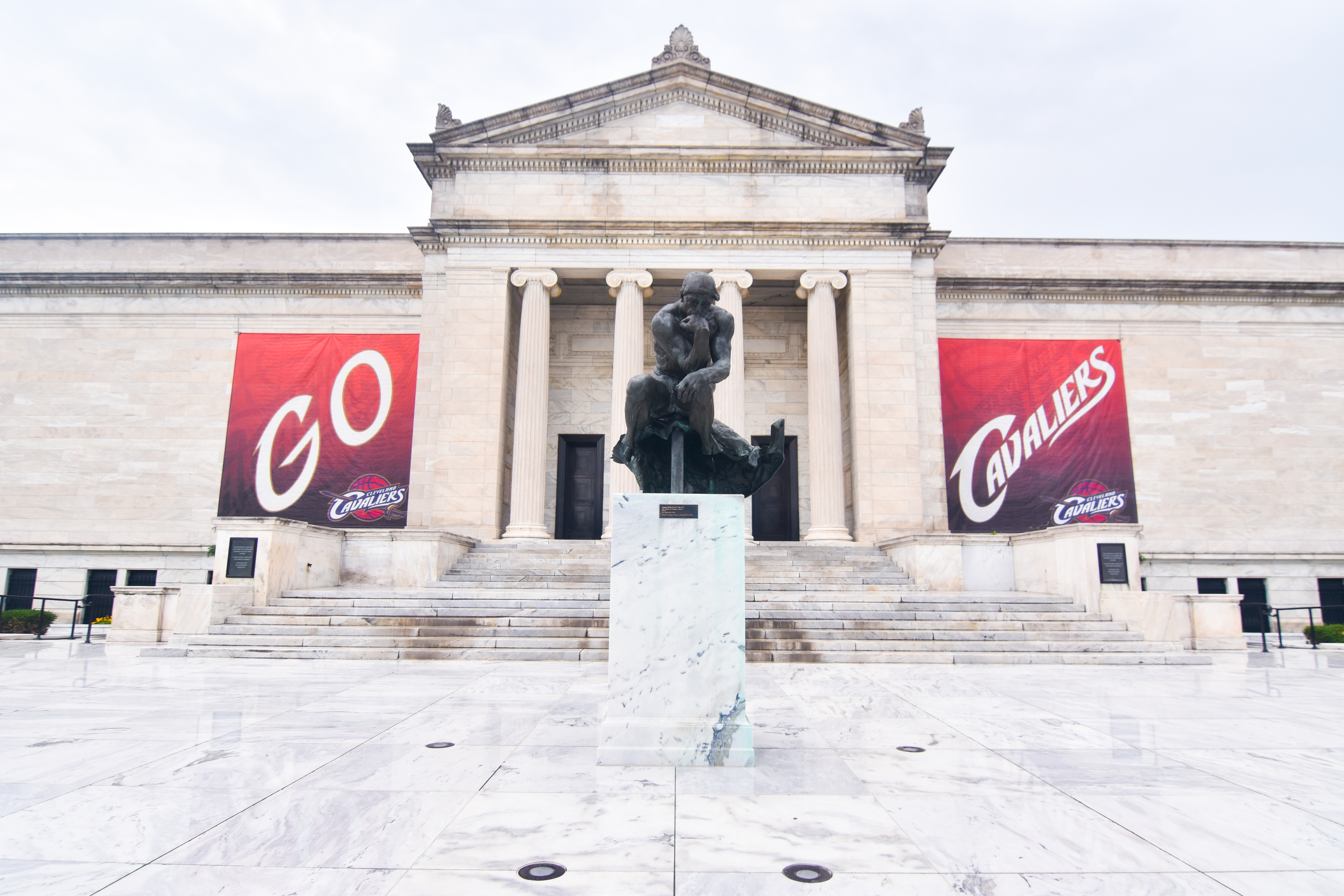
يدير جريسوولد متحف كليفلاند للفنون منذ عام 2014.

عندما أصبح جريسوولد مديرا لميا في عام 2005، كان المتحف على وشك الانتهاء من توسعة بقيمة 113 مليون دولار صممها المهندس المعماري الأمريكي مايكل غرافيس. وخلال فترة ولايته، عمل على استكمال توسعة المتحف، والإشراف على تركيب أكثر من ثلاثين من صالات عرضه، وتنظيم حملة تمويل لدعم وقف المتحف المالي. مُنح لاحقا وسام الفنون والآداب لعمله مع فعالية تبادل المتاحف الإقليمية والأمريكية الفرنسية عندما كان مديرا لميا. في عام 2007، أعلنت مكتبة ومتحف مورغان عن نيتها تعيين غريسوولد مديرا لها.

### متحف كليفلاند للفنون
عين متحف كليفلاند للفنون جريسوولد مديرا تاسعا له في مايو 2014. وجاء تعيينه بعد الانتهاء من عملية تجديد وتوسيع بقيمة 320 مليون دولار لمدة ثماني سنوات صممها المهندس المعماري الأوروغوياني رافائيل فينيولي مما زاد من حجم المتحف بنسبة واحد وخمسين في المئة.
بعد أن أصبح مديرا، شغل جريسوولد الشواغر التي تركها القيمون الفنيون أثناء أو في أعقاب إدارة سلفه ديفيد فرانكلين. في عام 2016، نسق مع موظفي المتحف لإنتاج فعاليات ومعارض للاحتفال بالذكرى المئوية للمتحف. في عام 2017، تم تمديد فترة ولايته كمدير حتى عام 2024. في عام 2018، أعلن المتحف عن مبادرة تهدف إلى تنمية وتنويع جمهوره وإزالة «الحواجز أمام المجموعات الممثلة تمثيلا ناقصا تاريخيا في كل جانب من جوانب عمليات المتحف».

## الحياة الشخصية
يعيش جريسوولد مع شريكه كريستوفر مالستيد الذي يعمل لدى ويلز فارغو.

## وصلات خارجية
- William M. Griswold on the متحف كليفلاند للفنون website